# Nächtliche Erektion
Eine nächtliche Erektion ist die Erektion des Penis bei nächtlichen Traumphasen. Dauert sie beim morgendlichen Erwachen an, wird diese morgendliche Erektion (umgangssprachlich Morgenlatte) genannt. Sie wurde bereits bei Föten beobachtet.

## Ursache

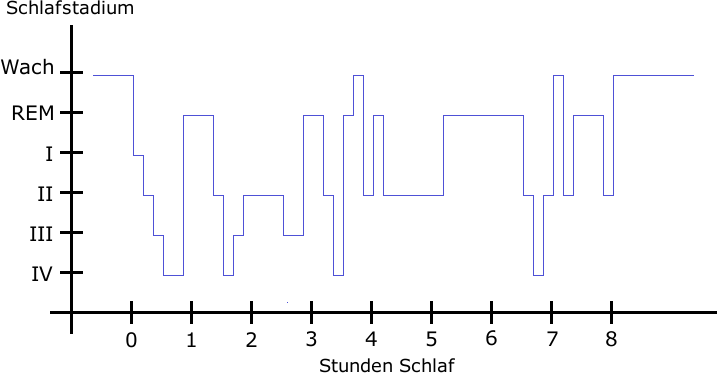
Normaler nächtlicher Schlafablauf mit REM-Phasen

Die Erektion des Penis wird durch das vegetative Nervensystem bei Zusammenwirken von  Sympathikus und Parasympathikus gesteuert. Während der REM-Phase (Traumphase) des Schlafes durchleben schlafende Menschen intensive Träume. In dieser Phase können bei männlichen Personen erektionsfördernde neuronale Aktivitäten überwiegen, wobei auch Berührungsreize dabei zur Erektion führen.
Außer bei Albträumen kommt es in diesen Phasen häufig zur Erektion, und zwar unabhängig davon, ob der Trauminhalt sexuell ist oder nicht.
Auch Männer, die bei bestimmten Erkrankungen nicht zu einer sexuellen Erektion fähig sind, können im Schlaf normale Erektionen erfahren, selbst Säuglinge oder Greise. Ein gesunder Mann kann in der Nacht zwischen einer und fünf Erektionen haben, und jede davon kann zwischen 15 und 40 Minuten oder länger andauern. Die Morgenerektion ist lediglich die letzte Schlaferektion der Nacht. Die Häufigkeit und Dauer der REM-Phasen nehmen bis in die Morgenstunden zu, die Tiefschlafphasen werden kürzer. Aus diesem Grund ist beim Aufwachen oder Gewecktwerden am Morgen die Wahrscheinlichkeit für eine Erektion höher als beim Aufwachen mitten in der Nacht.
Falls über längere Zeit kein Samenerguss (durch Masturbation oder Geschlechtsverkehr) stattgefunden hat, kann es auch zu einer Pollution (einem nächtlichen Samenerguss) kommen. Im Normalfall erfolgen die Schlaferektionen jedoch ohne Samenerguss.
Auch Frauen erfahren im REM-Schlaf häufig eine vaginale Erregung (Befeuchtung der Vagina, Anschwellen der Klitoris und Schamlippen) – ein Phänomen, das jedoch beim Aufwachen weniger augenfällig und deshalb deutlich weniger bekannt ist.

## Abwesenheit nächtlicher/morgendlicher Erektionen
Eine völlige Abwesenheit von Schlaferektionen kann ein Indiz für eine erektile Dysfunktion sein. Umgekehrt schließen morgendliche (und nächtliche) Erektionen eine körperliche Ursache für viele Formen einer erektilen Dysfunktion aus und weisen auf eine psychogene Ursache hin.
Die Abwesenheit von morgendlichen Erektionen hingegen erlaubt noch keine Rückschlüsse auf die Erektionsfähigkeit, da manche Menschen zwar nächtliche Schlaferektionen haben, aber keine Erektionen beim morgendlichen Erwachen. Aus diesem Grund werden in Zweifelsfällen phallographische Untersuchungen in Schlaflabors durchgeführt, bei denen etwaige Schlaferektionen aufgezeichnet werden.

## Volksglaube
Gelegentlich wird auch eine andere mögliche Ursache für die morgendliche Erektion genannt: Die gefüllte Harnblase drücke auf die Prostata und verursache dadurch die Erektion (sogenannte „Wasserlatte“), so zumindest bei männlichen Säuglingen und Kleinkindern auch tagsüber bekannt.
Beim erwachsenen Mann widerspricht dieser Theorie jedoch die Physiologie und die allgemeine Erfahrung, dass eine gefüllte Harnblase im Wachzustand in aller Regel keine Erektion verursacht und ein erigierter Penis der notwendigen Entleerung der Harnblase entgegensteht. Zudem lässt sich beobachten, dass Erektionen, wie schon erwähnt, auch als nächtliche Erektionen während des REM-Schlafs schon Stunden vor dem Aufwachen vorhanden waren, nach dem Aufwachen (und Im-Bett-Liegenbleiben) aber innerhalb von Minuten von selbst verschwinden, selbst wenn die Blase zwischenzeitlich nicht geleert wurde. Nach medizinischer Ansicht handelt es sich bei dieser Auffassung zumindest beim erwachsenen Mann um einen Irrtum.

## Verwandte Themen
- Priapismus – eine krankhafte Dauererektion